# Edelgasregel
Die Edelgasregel besagt, dass die Atome anderer Elemente die gleiche Anzahl an Elektronen anstreben wie bei einem Edelgas (Edelgaskonfiguration).

## Allgemeine Gesetzmäßigkeiten
Fast alle Edelgase haben acht Elektronen auf der Valenzschale. Die einzige Ausnahme ist Helium mit zwei Elektronen. Diese Elektronenkonfigurationen sind so stabil, dass die meisten Edelgase keine chemische Reaktion eingehen. Das führt dazu, dass Edelgase bei Standardbedingungen nur atomar und nicht molekular vorkommen. Lewis und Kossel (1916) entwickelten unter dieser Vorgabe die Edelgasregel:
„Atome anderer Elemente als der Edelgase können die Edelgaskonfiguration erreichen und erfüllen damit die Edelgasregel, indem sie chemische Reaktionen eingehen und dadurch Elektronen vollständig aufnehmen oder abgeben (Ionische Bindung) oder mit anderen Atomen gemeinsam verwenden (Molekülbindung bzw. kovalente Bindung).“

## Gesetzmäßigkeiten zum Periodensystem der Elemente
In der ersten Periode des Periodensystems besitzt das Edelgas Helium die Elektronenkonfiguration 1s2. Wasserstoff kann die Edelgaskonfiguration von Helium rein formal durch Aufnahme eines Elektrons, also Ionisation zum negativ geladenen Hydrid-Ion (vgl. Metallhydride) oder durch Ausbildung einer Elektronenpaarbindung erreichen. Lithium, Beryllium und Bor können durch Elektronenabgabe (Oxidation zu den entsprechend geladenen Kationen) ebenfalls die Elektronenkonfiguration des Heliums bekommen. 
Die weiteren Elemente der zweiten Periode erreichen die Edelgaskonfiguration meist unter Elektronenaufnahme (Reduktion). Sie erhalten dadurch die Elektronenkonfiguration von Neon (1s22s22p6).
Auch allen folgenden Perioden liegt für Ionen und Atome in Verbindungen die Edelgaskonfiguration dann vor, wenn formal in der äußersten Schale acht Elektronen (s2p6) vorhanden oder zuzuordnen sind, wodurch sich die Elektronenkonfiguration eines Edelgases ergibt.

## Vergleich mit der Oktettregel
In vielen Verbindungen, besonders in der Organischen Chemie, ist die Edelgasregel gleich der Oktettregel. Diese besagt, dass Atome insgesamt acht Außenelektronen (einschließlich Bindungselektronen und nicht bindende Elektronen) anstreben. Die meisten solchen Verbindungen sind relativ stabil. Sie gilt wie oben gezeigt jedoch nicht für die erste Periode (zwei Elektronen), ab der dritten Periode nicht mehr ausschließlich und ab der vierten Periode nur noch selten. Ab der dritten Periode können sich aufgrund der Nutzung von d-Orbitalen stabile Elektronenkonfigurationen mit mehr als acht Außen-, Bindungs- bzw. freien Elektronen ergeben. Daher ist es vorteilhaft, die Edelgasregel nicht nach Perioden, sondern nach Gruppen anzuwenden. Für die Hauptgruppen gilt die Oktettregel, solange es sich nicht um eine Elektronenmangelverbindung oder einen Fall des relativistischen Effekts handelt. Für die Nebengruppen gilt die Achtzehn-Elektronen-Regel, die andere mögliche Interpretation der Edelgasregel. Dies zeigt sich in Komplexverbindungen wie dem Ferrocen oder dem Nickeltetracarbonyl, in denen das zentrale Metallatom die Elektronenkonfiguration des Kryptons erreicht.

## Gültigkeitsbereich
Die Frage, wann zwei, acht oder achtzehn Außenelektronen angestrebt werden, kann an der Zugehörigkeit zu den Perioden oder Gruppen erkannt werden. Nur für die erste Periode und die ersten Metalle der zweiten Periode gilt die Zwei-Elektronen-Regel. Die meisten anderen Hauptgruppenelemente streben das Erreichen des Oktetts an. In den Nebengruppen gilt meistens die Achtzehn-Elektronen-Regel, obwohl die Edelgasregel für mehr Verbindungen Gültigkeit erlangt als die Oktettregel.  
Unter Nichtmetallen findet man Verbindungen, die das Oktett (formal) überschreiten. Dazu zählen Verbindungen von Fluoriden mit Elementen der 5., 6. und 7. Hauptgruppe. Auch bei Hauptgruppenmetallen treten Ausnahmen auf. Ein Beispiel hierfür ist Blei(II)oxid. Es sind auch Elektronenmangelbindungen möglich. Typische Beispiele sind die Borwasserstoffe (siehe Diboran, Borane). Vor allem treten diese jedoch bei elektropositiven (elektronenarmen) Übergangsmetalle sowie den Lanthanoiden und Actinoiden auf. Die Oktett-Überschreitung und die Oktett-Unterschreitung sind in vielen Fällen durch die Formulierung von Mehrzentrenbindungen erklärbar. Für Verbindungen der Komplexe der Übergangsmetalle gilt oft die 18-Elektronen-Regel. Besonders bei den Nebengruppenmetallen finden sich Ausnahmen zu allen hier genannten Regeln.